# Problemas Brasileiros (revista)
Há mais de cinco décadas, Problemas Brasileiros discute em suas páginas questões de relevância nacional. Em circulação desde 1963, são mais de 400 edições lançadas, o que torna a revista uma das mais longevas no mercado editorial brasileiro, formando, assim, uma coletânea singular de teses e ideias sobre o Brasil.

## Temática
Em 2016, Problemas Brasileiros passou por uma reformulação gráfica e editorial. O processo de coordenação editorial passou ser realizado pela Federação do Comércio de Bens, Serviços e Turismo do Estado de São Paulo (FecomercioSP), uma entidade igualmente destacada, que ao longo de sua história se debruçou sobre as imperfeições sociais e econômicas do Brasil, buscando soluções inovadoras e resultados positivos não só para os setores que representa, mas para a sociedade em geral. Com isso, a entidade deu prosseguimento a uma publicação que até então esteve a cargo do Sesc e do Senac de São Paulo, que ao longo desses anos a manteve em constante atividade com o caráter disseminador de temáticas essenciais para o desenvolvimento do País.
Suas pautas são desenvolvidas com a contribuição do Conselho de Economia, Sociologia e Política da FecomercioSP. Assim, a proposta da publicação é a de cultivar um olhar penetrante que permita ao leitor entender e agir em prol das transformações que tanto buscamos no Brasil rumo a um modelo eficaz e sustentável de crescimento. Como premissa editorial, Problemas Brasileiros tem a missão de manter acesa a luz sobre os problemas que impactam  e impedem a construção de uma sociedade mais justa e igualitária.

## Edição
A revista tem editorias fixas de Política, Economia, Educação, Saúde, Meio Ambiente, Sustentabilidade, Cultura, Inovação e Estados Brasileiros – esta última aborda, em cada edição, aspectos relevantes de algum Estado. Há também as seções “Biblioteca”, com entrevistas de grandes autores, cujas obras vão ao encontro da proposta da publicação, e “Grande Angular”, um acervo de fotos históricas com importantes registros a respeito da construção da sociedade brasileira.
Articulistas fixos e especialistas convidados participam mostrando virtudes e carências sociais nacionais, vistas sob as óticas política, econômica, filosófica e sociológica, entre várias outras áreas.
Para disseminar as análises e discussões oferecidas a cada edição, Problemas Brasileiros está presente nas bibliotecas de grandes universidades e redes de ensino, no Congresso Nacional, nas assembleias legislativas e câmaras municipais, na mesa de gestores estaduais e municipais, em secretarias e nos gabinetes de governadores e prefeitos, além de bibliotecas públicas, organizações não governamentais (ONGs) e entidades empresariais de todo o território nacional.